# Copa de España 2023-2024 (calcio a 5)
La Copa de España 2023-2024 è stata la 35ª edizione assoluta della manifestazione e si è disputata dal 21 al 24 marzo 2024 presso il Palacio de Deportes di Cartagena. Il torneo è stato vinto dal Barcellona, giunto al settimo successo nella manifestazione.

## Formula
Sono iscritte d'ufficio le società classificatesi ai primi otto posti nel girone di andata della Primera División. Il torneo si svolge con gare a eliminazione diretta di sola andata. La formula prevede che nei quarti e nelle semifinali, in caso di parità dopo i tempi regolamentari, la vittoria sia determinata direttamente dai tiri di rigore. Nella finale, in caso di parità dopo 40', si svolgono due tempi supplementari di 3 minuti ciascuno. In caso di ulteriore parità al termine degli stessi, la vincitrice è determinata mediante i tiri di rigore.

## Tabellone
Gli accoppiamenti sono stati determinati tramite sorteggio, che si è tenuto il 14 dicembre 2023 presso il teatro romano di Cartagena. Barcellona ed ElPozo Murcia, giunti rispettivamente primo e secondo al termine del girone di andata della Primera División, sono teste di serie e non potranno affrontarsi fino all'ipotetica finale.
|  | Quarti di finale | Quarti di finale | Quarti di finale |               |               | Semifinali    | Semifinali | Semifinali |  |  | Finale | Finale | Finale |  |
|  |                  |                  |                  |               |               |               |            |            |  |  |        |        |        |  |
|  | Barcellona       | Barcellona       | 2                |               |               |               |            |            |  |  |        |        |        |  |
|  | Barcellona       | Barcellona       | 2                |               |               |               |            |            |  |  |        |        |        |  |
|  | Xota             | Xota             | 1                |               |               |               |            |            |  |  |        |        |        |  |
|  | Xota             | Xota             | 1                |               | Barcellona    | Barcellona    | 1 (4)      |            |  |  |        |        |        |  |
|  |                  |                  |                  |               | Barcellona    | Barcellona    | 1 (4)      |            |  |  |        |        |        |  |
|  |                  |                  | Palma            | Palma         | 1 (3)         |               |            |            |  |  |        |        |        |  |
|  | Inter            | Inter            | Palma            | Palma         | 1 (3)         | 1             |            |            |  |  |        |        |        |  |
|  | Inter            | Inter            |                  |               |               |               |            |            |  |  |        |        |        |  |
|  | Palma            | Palma            | 2                |               |               |               |            |            |  |  |        |        |        |  |
|  | Palma            | Palma            | 2                |               | Barcellona    | Barcellona    | 3 (4)      |            |  |  |        |        |        |  |
|  |                  |                  |                  |               |               |               |            |            |  |  |        |        |        |  |
|  |                  |                  | ElPozo Murcia    | ElPozo Murcia | 3 (2)         |               |            |            |  |  |        |        |        |  |
|  | ElPozo Murcia    | ElPozo Murcia    | ElPozo Murcia    | ElPozo Murcia | 3 (2)         | 1             |            |            |  |  |        |        |        |  |
|  | ElPozo Murcia    | ElPozo Murcia    |                  |               |               |               |            |            |  |  |        |        |        |  |
|  | Cartagena        | Cartagena        | 0                |               |               |               |            |            |  |  |        |        |        |  |
|  | Cartagena        | Cartagena        | 0                |               | ElPozo Murcia | ElPozo Murcia | 3 (5)      |            |  |  |        |        |        |  |
|  |                  |                  |                  |               | ElPozo Murcia | ElPozo Murcia | 3 (5)      |            |  |  |        |        |        |  |
|  |                  |                  | Jaén             | Jaén          | 3 (4)         |               |            |            |  |  |        |        |        |  |
|  | Manzanares       | Manzanares       | Jaén             | Jaén          | 3 (4)         | 1             |            |            |  |  |        |        |        |  |
|  | Manzanares       | Manzanares       |                  |               |               |               |            |            |  |  |        |        |        |  |
|  | Jaén             | Jaén             | 2                |               |               |               |            |            |  |  |        |        |        |  |

## Risultati

### Quarti di finale
| Arbitri: | Carlos Rodrigo Fermín Sánchez-Molina Tapiador |

|                 |           |            |
| Catela 25’, 39’ | Marcatori | 7’ Saldise |

| Arbitri: | Antonio Navarro Alberto Sarabia |

|              |           |                         |
| Humberto 21’ | Marcatori | 20’ Rivillos 33’ Rômulo |

| Arbitri: | Felipe Madorrán David Urdánoz |

|               |           |                       |
| J. Alonso 25’ | Marcatori | 15’, 27’ (rig.) Chino |

| Arbitri: | Alejandro Martínez Flores Pablo Delgado |

|            |           |  |
| Gadeia 21’ | Marcatori |  |

### Semifinali
| Arbitri: | Juan José Cordero Gallardo Pedro Carrillo |

|                                     |                      |                                          |
| Dyego 28’                           | Marcatori            | 34’ Neguinho                             |
| A. Coelho Pito Matheus Catela Dyego | Tiri di rigore 4 – 3 | Fabinho B. Gomes Marcelo Cléber Rivillos |

| Arbitri: | Antonio Navarro Alberto Sarabia |

|                                                 |                      |                                                   |
| Marlon 6’ Marcel 26’ Míchel 40’ (aut.)          | Marcatori            | 7’ Rosa 29’ Renato 30’ Brandi                     |
| R. Santos Taffy F. Valério Marcel Gadeia Marlon | Tiri di rigore 5 – 4 | Chino Míchel Renato Zurdo C. Velasco C. Rodríguez |

### Finale
| Arbitri: | Juan José Cordero Gallardo Pedro Carrillo |

|                                              |                      |                                         |
| Catela 21’ (rig.), 40’ (t.l.) Coelho 29’     | Marcatori            | 18’ R. Santos 27’ F. Valério 39’ Gadeia |
| Coelho A. Pérez A. Fernández Mendonça Catela | Tiri di rigore 4 – 2 | Marcel Marlon F. Valério Taffy          |